# Gótico bielorruso

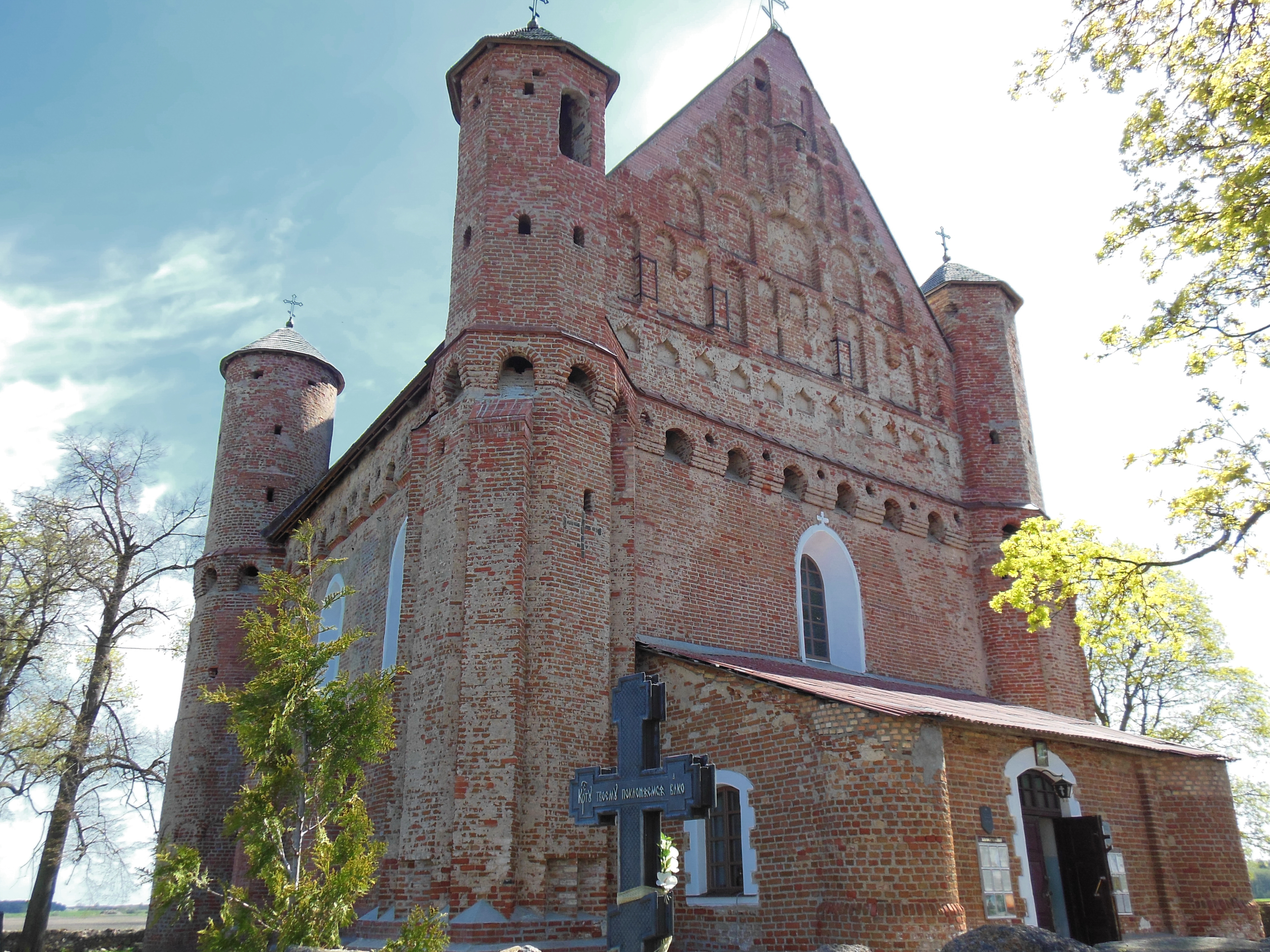
Iglesia de San Miguel (Synkavichy),.

Gótico bielorruso está una denominación historiográfica del arte gótico en el territorio que excede al de la actual Bielorrusia, encontrándose en Lituania y el este de Polonia. Es más tardío que en otras zonas de Europa, correspondiendo a edificios del siglo XV o XVI.
La selección de la palabra «bielorruso» está un poco problemático, ya que en el tiempo de la construcción de estos edificios se llamaba de ruteno, no de bielorruso.
Además de los elementos típicos de la arquitectura gótica, como las torres esbeltas, los arcos apuntados y las bóvedas de crucería, también incluye elementos no góticos.

## Contexto
Desde el bautismo del Gran Príncipe Vladimir el Grande y la cristianización de la Rus de Kiev, la arquitectura rusa recibió como influencia principal la de la arquitectura bizantina.
Durante el siglo XIII y las primeras décadas del XIV, los principados rusos de la zona actualmente denominada Bielorrusia fueron incorporados al Gran Ducado de Lituania, de religión pagana, que se oponía a la Orden Teutónica, de religión católica. El Gran Ducado se convirtió en una potencia en el siglo XIV, desarrollando un estamento nobiliario. Su lengua oficial era la rutena.
Tras la coronación de Vladislao II Jagellón como rey de Polonia en 1386, se unieron Polonia y Lituania, lo que produjo un incremento de las comunicaciones con el Oeste y el Sur de Europa, especialmente tras la definitiva derrota de la Orden Teutónica en 1466 (Segunda Paz de Thorn)-
Durante este periodo, el Gótico se extendió por las regiones eslavas de Europa Central y Meridional, y posteriormente fue desplazado por el Renacimiento.

## Características y ejemplos
El Sur de Lituania y Bielorrusia comparten lo principal de los rasgos del estilo. En 1346 se construyó la Catedral de la Theotokos (Vilna), antes que la zona se hiciera predominantemente católica y que llegara el Renacimiento.

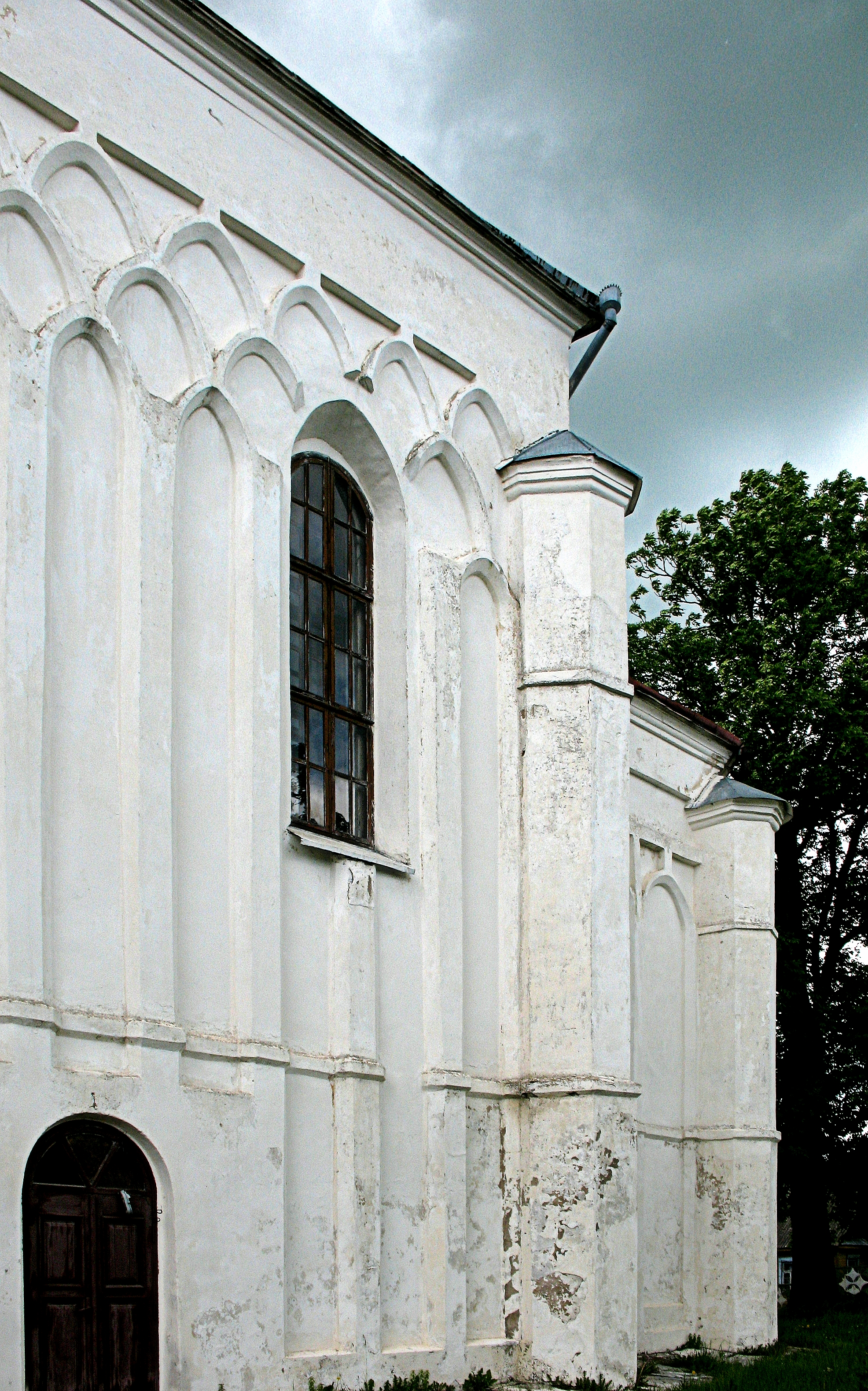
Fachada sur de la catedral de los santos Boris y Gleb.
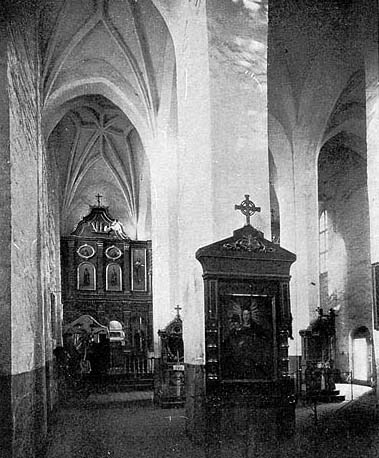
Cathedral of Ss. Boris and Gleb, 1519–1630, interior
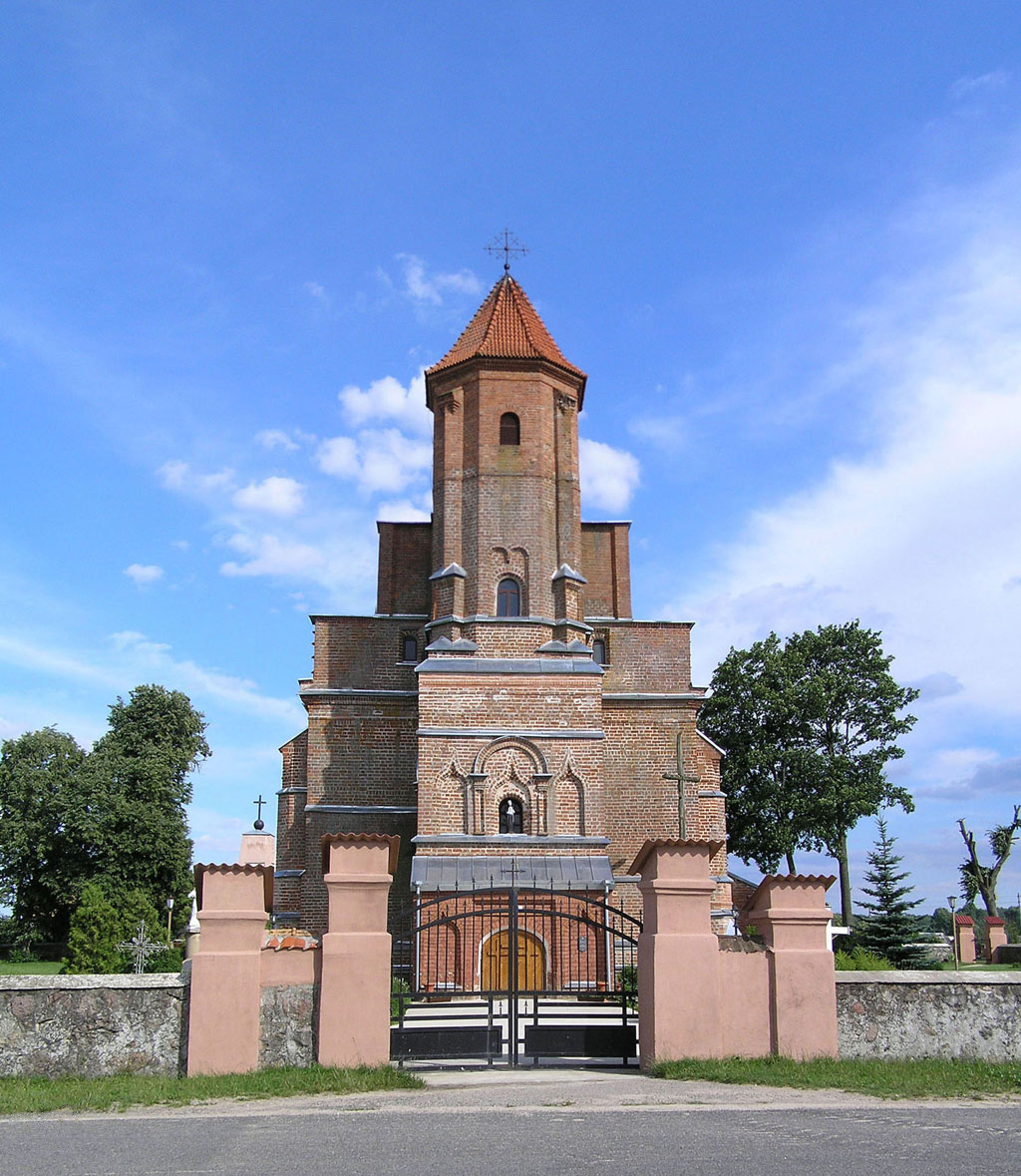
Church of Saint Michael,[5][6] Hnesna (de), 1524–1527
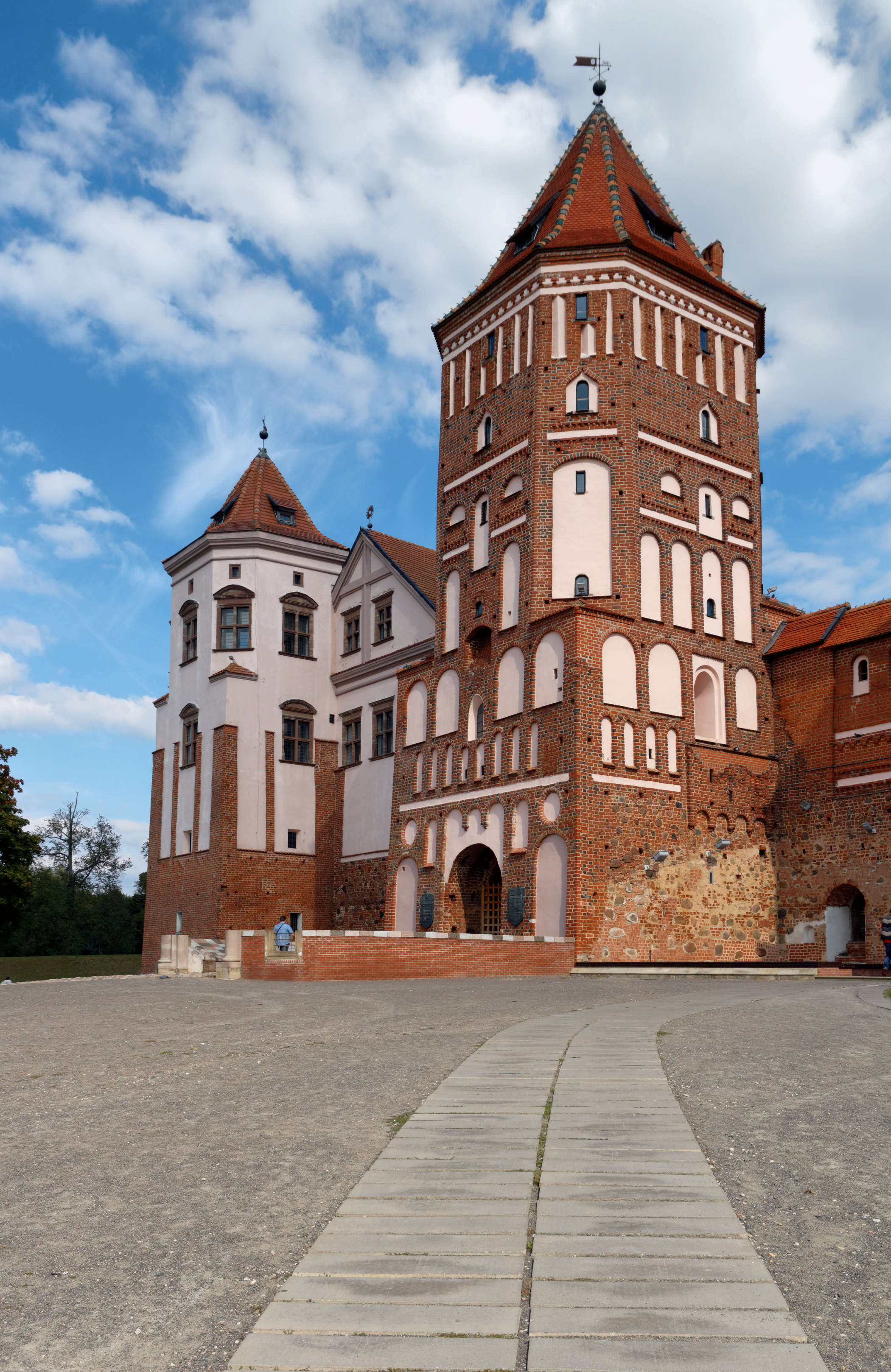
Castillo de Mir, siglo XVI.

El Gótico bielorruso muestra una mezcla de elementos bizantinos, góticos y renacentistas:
- Material: Algunos edificios se asemejan al Gótico de ladrillos del Báltico, pero otros están completamente cubiertos por revoco.
- Arcos: Las ventanas principalmente tienen arcos apuntados, pero las arquerías ciegas y las bandas lombardas son de arcos de medio punto.
- Bóvedas: La mayor parte de las iglesia tienen bóvedas de crucería, pero hay también formas más simples, características del Románico y el Bizantino.
- Muchas están fortificadas, algunas enfatizando ese carácter (iglesia fortificada). Tienen una nave corta y cuatro pequeñas torres en cada esquina. Otras tienen el característico campanario en la fachada occidental.

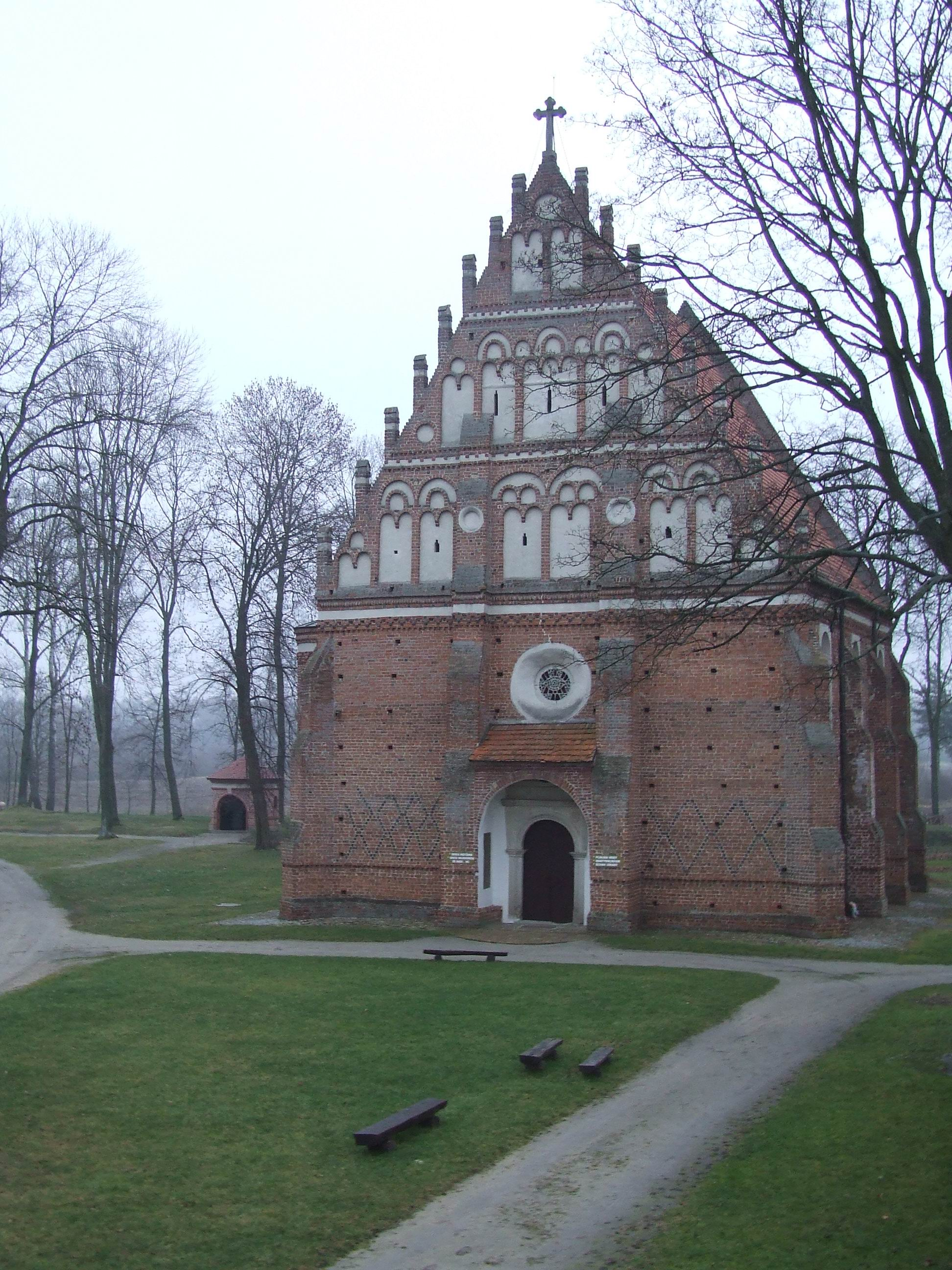
Iglesia del Espíritu Santo, 1530, Kodeń (Polonia, junto al río Bug).
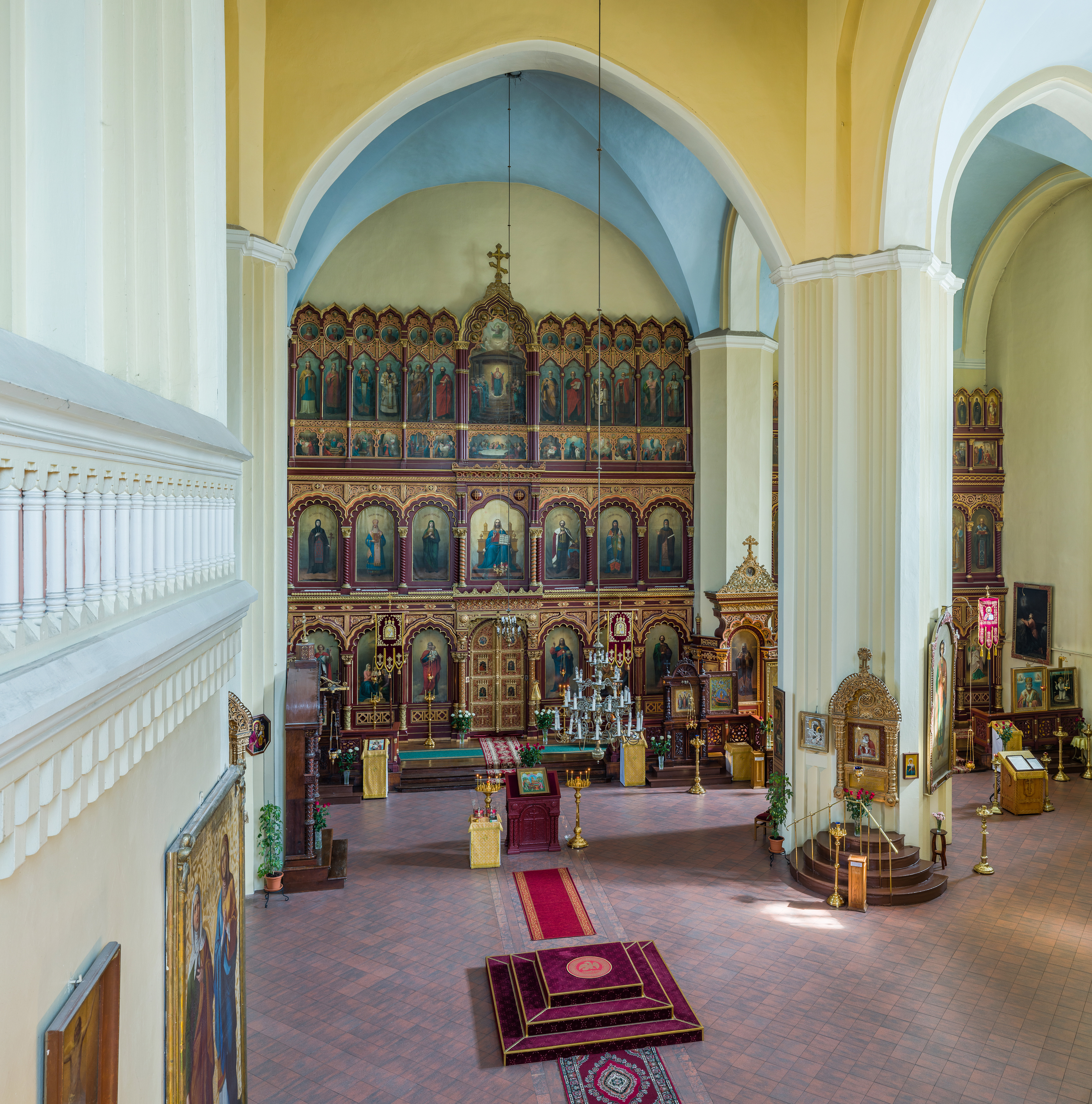
Catedral de la Dormición de la Theotokos (Vilna).
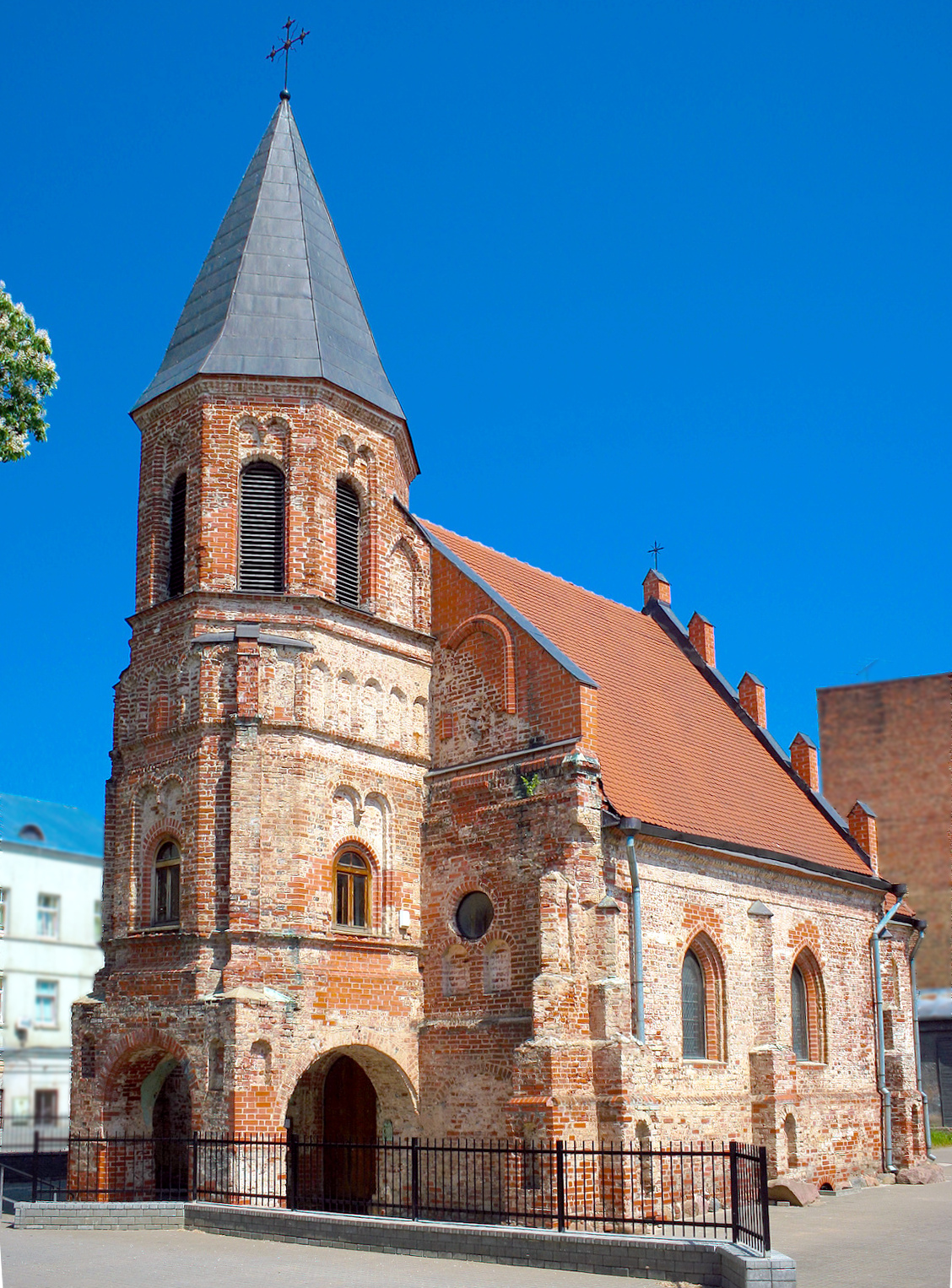
Santa Gertrudis[7] (Kaunas, Lituania).
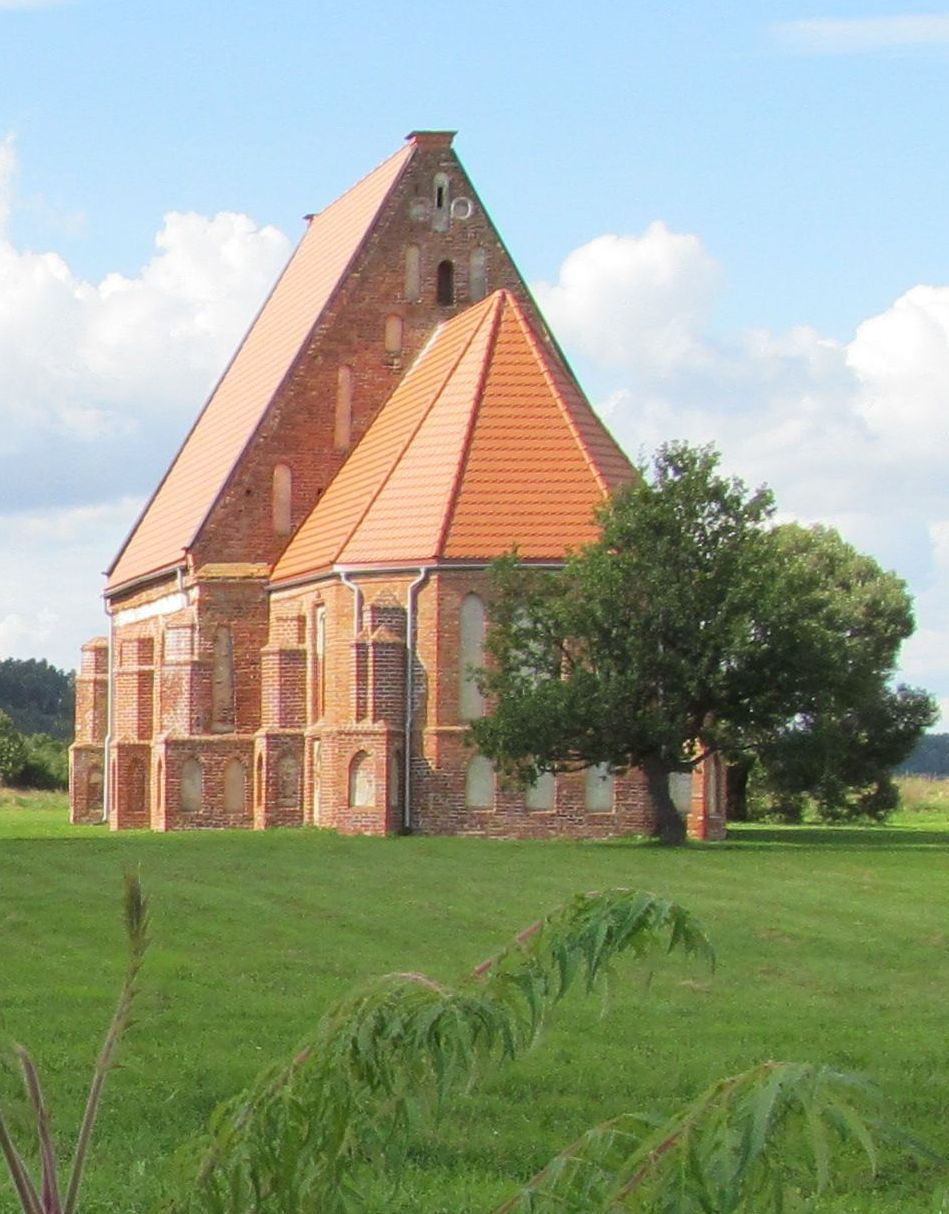
San Juan Bautista (Zapyškis, Lituania).